# Parquet européen
Le Parquet européen, aussi appelé Bureau du procureur général européen (BPGE) ou en anglais : European Public Prosecutor's Office (EPPO), est un organisme décentralisé indépendant de l'Union européenne (UE) regroupant 24 des 27 États membres de l'UE selon la méthode de la coopération renforcée. Il est basé à Luxembourg aux côtés de la Cour de justice de l'Union européenne et de la Cour des comptes européenne (CEA) et a formellement débuté ses travaux le 28 septembre 2020.

## Bases légales
Le Parquet européen est institué en vertu de l'article 86 du traité sur le fonctionnement de l'Union européenne (TFUE) et son rôle, son fonctionnement ainsi que sa structure sont détaillés dans le règlement 1939 du Conseil de l'Union européenne du 12 octobre 2017 portant sur la mise en œuvre d'une coopération renforcée concernant la création du Parquet européen.

## Rôle et structure
Le rôle du Parquet européen consiste à enquêter et à poursuivre les fraudes concernant le budget de l'UE et d'autres crimes contre les intérêts financiers de l'Union, y compris les fraudes concernant des fonds de l'UE de plus de 10 000 euros et les fraudes transfrontalières impliquant des dommages supérieurs à 10 millions d'euros. Auparavant, seules les autorités nationales pouvaient enquêter et poursuivre ces crimes et ne pouvaient agir au-delà de leurs frontières. L'OLAF, Eurojust et Europol n'avaient pas non plus la capacité d'agir. L'organe est destiné à être décentralisé autour de procureurs européens délégués situés dans chaque État membre. Le bureau central compte un procureur en chef européen appuyé par 22 procureurs européens (qui forment le collège des procureurs), des techniciens et des enquêteurs, soit une équipe de plus de 200 personnes basées à Luxembourg. Le parquet européen peut demander l'arrestation d'un suspect, mais cela doit être confirmé par l'autorité nationale compétente,.

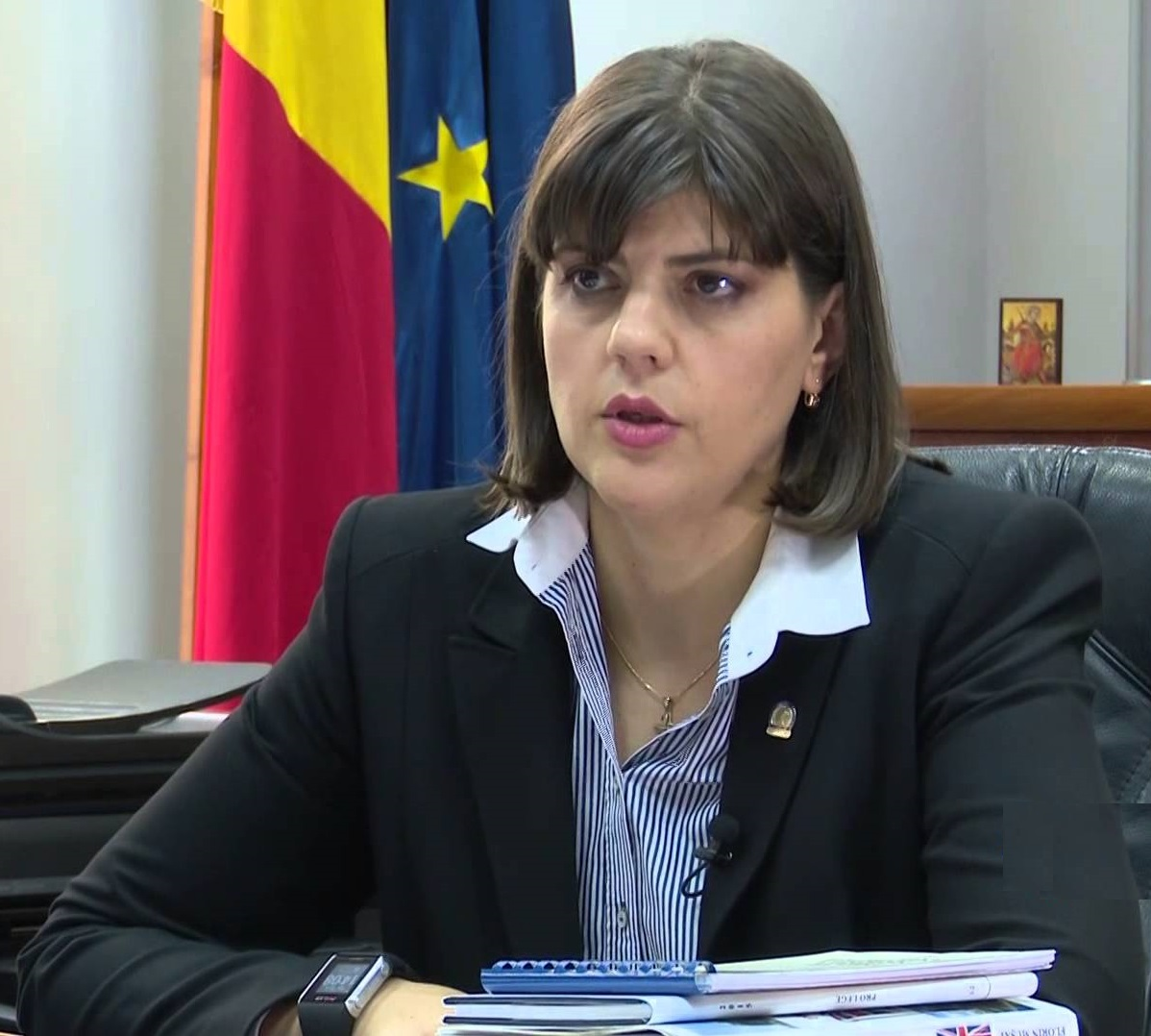
Laura Codruța Kövesi, première procureure en chef du Parquet européen.

Laura Codruța Kövesi est la première procureure en chef du Parquet européen à entrer en fonction le 1er octobre 2019. Les autres candidats considérés pour ce poste étaient le Français Jean-François Bohnert et l'Allemand Andrès Ritter. Lors de la prise de fonction officielle du collège des procureurs, elle déclare : « Le Parquet européen est indépendant. Il s'agit d'un principe fondamental de l'état de droit : seule une autorité judiciaire indépendante du pouvoir exécutif peut appliquer la loi de manière égale pour tous. Les préoccupations du public liées aux fraudes financières, à la corruption et à l'état de droit sont devenues plus fortes que jamais. En protégeant le budget de l'Union européenne, nous jouerons un rôle essentiel en renforçant plus que jamais la confiance des citoyens européens dans l'Union ».

## Langue de travail
À la suite d'un vote, les procureurs ont choisi l'anglais comme langue de travail. Ce choix a été qualifié de « coup dur » mais aussi de « logique », les procureurs étant des personnes de terrain qui ne pratiquent souvent que l'anglais comme langue étrangère.
Ce choix est notamment critiqué du fait que la langue véhicule également des concepts juridiques, or le droit de l'Angleterre est justement très différent des droits du continent européen.

## Compétence et attributions des procureurs européens délégués en France
La compétence et les attributions des procureurs européens délégués en France font l'objet des articles 696-108 et s. du code de procédure pénale.
Les procureurs européens délégués sont compétents sur l'ensemble du territoire national pour rechercher, poursuivre et renvoyer en jugement les auteurs et complices des infractions pénales portant atteinte aux intérêts financiers de l'Union européenne. Pour ces infractions les procureurs européens délégués exercent les attributions du procureur de la République et du procureur général près la cour d'appel, mais aussi des attributions équivalentes à celles des juges d’instruction lorsqu’ils exercent dans le cadre d’une information judiciaire. Les procédures dont sont saisis les procureurs européens délégués relèvent de la compétence des juridictions de jugement de Paris, tant en première instance qu'en appel.

## Compléments